# Joel Pinto
Joel Ademir Pinto Herrera (Independencia, Provincia de Pisco, Perú, 5 de junio de 1980) es un exfutbolista peruano. Jugó como guardameta y su último equipo fue el Sport Huancayo de la Liga 1 de Perú.

## Trayectoria
Formado en Alianza Lima en 1997. El club lo presta en 1998 al Virgen de Chapi. Regresa del préstamo el 2000. Debuta en Primera División en Alianza Lima en el 2000. El 2001 juega para el equipo trujillano Coopsol Trujillo, el 2004 llega al Sport Boys, para el año 2006 regresó a Alianza, donde se coronó campeón de dicha temporada. Durante el 2007 siguió jugando por el equipo blanquiazul, el 2008 se muda nuevamente a Trujillo para jugar por Universidad César Vallejo, ya por el 2011 tiene un breve paso por el equipo ayacuchano Inti Gas y finalmente, llevó 13 años en Sport Huancayo, equipo donde se retiró profesionalmente.

### Deportivo Coopsol
Entre el 2001 y 2002 jugó por el Coopsol Trujillo.

### Deportivo Wanka
En el año 2003 jugó por el Deportivo Wanka.

### Sport Boys
Entre el año 2004 y 2005 jugó por el Sport Boys.  

### Universidad Cesar Vallejo
Mientras que para el año 2008 fichó por la Universidad César Vallejo con el cual clasificó a la Copa Sudamericana 2011.

### Inti Gas
Tuvo sus mejores jornadas como futbolista en el Inti Gas (hoy Ayacucho FC) donde también clasificó a la Copa Sudamericana 2012.

### Sport Huancayo
En el 2012 llegó al Sport Huancayo, club del cual era capitán, y actualmente es considerado un Ídolo. Jugó la Copa Libertadores 2012, Copa Sudamericana 2013, Copa Sudamericana 2017 y Copa Sudamericana 2024. A finales de 2024, Pinto anunció su retiro del fútbol profesional, y en 2025 se hizo oficial mediante un comunicado del club, en el que se anunciaba su retirada deportiva después de 13 años de carrera. Actualmente asume el rol de 'Jefe de equipo' en Sport Huancayo.

## Selección Perú
Al servicio de la Selección de fútbol del Perú en 2012 Joel estuvo como suplente de José Carvallo frente al combinado de Bolivia, rumbo al mundial de Brasil 2014.

## Clubes
| Club                      | País | Año           | PJ  |
| ------------------------- | ---- | ------------- | --- |
| Virgen de Chapi           | Perú | 1998 - 1999   | ?   |
| Alianza Lima              | Perú | 2000          | 16  |
| Sport Coopsol             | Perú | 2001 - 2002   | 0   |
| Deportivo Wanka           | Perú | 2003          | 35  |
| Sport Boys                | Perú | 2004 - 2005   | 81  |
| Alianza Lima              | Perú | 2006 - 2007   | 38  |
| Universidad César Vallejo | Perú | 2008-2010     | 91  |
| Inti Gas                  | Perú | 2011          | 22  |
| Sport Huancayo            | Perú | 2012-presente | 265 |

## Palmarés

### Campeonatos nacionales
| Título                    | Club         | País | Año  |
| ------------------------- | ------------ | ---- | ---- |
| Primera División del Perú | Alianza Lima | Perú | 2006 |

### Distinciones individuales
| Distinción                                    | Año  |
| --------------------------------------------- | ---- |
| Equipo ideal de la Liga 1 según Dechalaca.com | 2020 |